# Хвороба руху
Хвороба руху, кінетоз (з грецької kinesis — рух, англійською мовою — Motion sickness), хвороба заколисування, хвороба захитування в транспорті, хвороба мандрівників — хворобливий стан, що виникає через різницю між фактичним і очікуваним рухом. Причиною заколисування є реальний або уявний рух. Комплекс симптомів виникає або може виникати під час повітряних перельотів, захитуванні на морі, при їзді в автомобілі або залізничному транспорті, автомобілем, подорожі космосом або симульованою реальністю. Залежно від причини її також можна назвати морською хворобою, повітряною хворобою, симуляційною хворобою (наприклад, хворобою 3D), хворобою подорожей, космічною хворобою руху, синдромом космічної адаптації.
Лікування може включати поведінкові заходи або ліки. Поведінкові заходи включають утримання голови нерухомо та зосередження уваги на горизонті. Корисні три типи ліків: антимускаринові, такі як скополамін, антигістамінні Н1, такі як дименгідринат, і амфетамінні, такі як дексамфетамін. Однак побічні ефекти можуть обмежити використання ліків. Ряд ліків, що застосовуються при нудоті, наприклад ондансетрон, не ефективні при заколисуванні.
Майже всі люди страждають від достатнього руху, і більшість людей відчувають хворобу руху принаймні один раз у житті. Сприйнятливість, однак, є змінною, приблизно одна третина населення є високо сприйнятливою, тоді як більшість інших людей відчуває її в екстремальних умовах. Жінки легше поражаються хворобою, ніж чоловіки. За даними статистики у цивілізованих країнах світу кінетози спостерігаються в осіб працездатного віку у 30 % випадках, тобто у кожної 3-4 особи. Хвороба руху була описана принаймні з часів Гомера (бл. VIII ст. до н. е.).

## Ознаки та симптоми
До симптомів належать нудота, блювання, холодний піт, головний біль, запаморочення, втома, втрата апетиту та підвищене слиновиділення. Іноді втома може тривати від годин до днів після епізоду заколисування, відомого як «синдром сопіту». Рідко можуть виникати важкі симптоми, як-от неможливість ходити, постійне блювання або соціальна ізоляція, тоді як рідкісні ускладнення можуть включати зневоднення, проблеми з електролітами або розрив нижньої частини стравоходу внаслідок сильного блювання.

## Причина
Станом на 2021 рік природа кінетозів до кінця не вивчена. До причин виникнення кінетозів, які виникають від складних прискорень при різних видах руху, відносять невідповідність аферентації між зоровою, вестибулярною та іншими сомато-сенсорними системами.
Захворювання рідко викликають рухи з частотою вище 0,5 Гц; люди найбільш чутливі приблизно при 0,2-0,3 Гц, тобто повний період руху хвилі від трьох до п'яти секунд. Таким чином, ці частоти відповідають хвилеподібним рухам, наприклад, у бурхливому морі. Під час руху автомобілем мають місце викликання низькочастотних вібрацій всього тіла в різних напрямках (вертикально, латерально, у напрямку руху, а також обертання), цьому сприяють об'їзди та нерівності дороги.

## Морська хвороба
Морська хвороба  захворювання, яке виникає в результаті монотонної коливальної дії. Проявляється відчуттям заколисування та нудотою, а в разі більш тяжкого перебігу й блюванням. Через те, що таке ураження спостерігали найперше при морських подорожах, вона й отримала таку назву. Але морська хвороба є лише одним з варіантів хвороби захитування (англ. Motion sickness). Вона виникає не тільки в тих, хто подорожує морем, але й у пасажирів в автомобілях, потягах і літаках. Зазвичай люди відчувають тільки невеликий дискомфорт, але іноді хвороба проявляється й у тяжчій формі, повністю позбавляючи людину можливості займатися звичними справами. До захитування схильна майже половина дітей, подорожуючи на автомобілях і літаках, і майже усі пасажири, що опинилися на борту корабля в бурхливому морі.
Головну роль в розвитку морської хвороби грає вестибулярний апарат (півкруглі канали і отоліти), розташований у внутрішньому вусі. Він реагує на положення та рухи голови. Інформацію про положення тіла в просторі передають також пропріоцептори, розташовані в м'язах, сухожиллях і суглобах. Спільно з візуальними рецепторами вестибулярний апарат і пропріорецептори запам'ятовують зміни положення тіла і передають інформацію в мозок.

### Клінічні прояви
Основні прояви: погане самопочуття, запаморочення, нудота, блювання. При значній хитавиці морська хвороба з'являється у більшості людей, що вперше здійснюють поїздку по морю. Кількість людей, не схильних до захитування невелика (6—8 %). Лікувальні засоби малоефективні. До класичних симптомів морської хвороби належить неприємне відчуття в животі, блідість і холодний піт, нудота, блювання, запаморочення. Їжа в шлунку перетравлюється повільніше, і відчуття голоду не з'являється довше, ніж зазвичай.

### Профілактика
Якщо ви схильні до захитування в невеликому або помірному ступені, то можна понизити його симптоми за допомогою простих заходів:
- сідати на місця, де менше захитує — зазвичай це передні сидіння автівки, перші вагони потягу, середня частина судна, а в літаку — сидіння над крилами;
- якщо можливо, лягти на спину;
- дивитися на віддалені об'єкти або заплющити очі;
- не читати й не розглядати що-небудь в кабіні;
- намагайтеся якомога менше рухати головою.

Зазвичай неприємні відчуття припиняються впродовж 15 хвилин після зупинки. У мандрівників, яким доводиться повторно, через короткі проміжки часу, знову переживати захитування, симптоми стають менш вираженими.

### Лікування
Полегшити серйозні прояви морської хвороби допоможуть антигістамінні і антихолінергічні ліки. Усі препарати необхідно приймати щонайменше за 30-60 хвилин по початку поїздки, щоб вони встигли подіяти до того, як шлунок почне реагувати на захитування. Конкретний вибір ліків залежить від стану здоров'я мандрівника, вираження симптомів морській хворобі, тривалості подорожі, седативного ефекту окремих препаратів і особистих переваг.
Іноді пацієнтам з морською хворобою можуть допомогти і нефармакологічні засоби, хоча їх ефективність не завжди підтверджена науковими даними. Як і при вагітності, нудоту і блювоту іноді допомагає полегшити імбир, а також стимуляція біологічно активної точки на внутрішній стороні зап'ястя (приблизно на 5 см нижче основи кисті між двома сухожиллями м'язів). У будь-якому разі застосування таких засобів не дасть побічних ефектів.

## Повітроплавна хвороба
Повітряна хвороба, аеронавігаційна хвороба, повітроплавна хвороба — це різновид наземної хвороби руху, викликаної певними відчуттями від подорожі повітрям. Це хворобливий стан, який виникає в авіації, і відноситься до патологічних симптомів, які відчувають члени екіпажу та пасажири в особливому середовищі всередині літака. Особливо ймовірно, що це станеться під час тривалої посадки в літак. Хвороба також відома як хвороба літака або висотна хвороба. Специфічні симптоми включають головний біль, запаморочення, нудоту, млявість, втрату пам'яті, задишку, середній отит, заколисування, здуття живота (гази). Авіакомпанії встановлюють біля сидінь мішки для блювоти.

## Хвороба віртуальної реальності
Заколисування через віртуальну реальність дуже схоже на симуляційну хворобу та заколисування через фільми. У віртуальній реальності ефект посилюється, оскільки всі зовнішні орієнтири заблоковані для зору, змодельовані зображення є тривимірними, а в деяких випадках — стереозвуком, який також може створювати відчуття руху. Показники вестибулярного апарату та органів чуттів відрізняються, оскільки людина бачить рух, але тіло залишається у спокої, і мозок сприймає візуальну інформацію як галюцинацію, яку можливо відчувати при отруєнні, і виникає нудота. Такі ж подібні відчуття існують при створенні ефекту перебування в морі. Ефект морської хвороби дуже схожий з реальними відчуттями, звикання до цього може навіть допомогти майбутнім судноводіям у подальшій роботі. Вплив обертальних рухів у віртуальному середовищі може спричинити значне посилення нудоти та інших симптомів заколисування.

## Рух, який можна побачити й відчути
Під час руху всередині обертової системи відліку, наприклад у центрифузі або середовищі, де гравітація імітується відцентровою силою, ефект Коріоліса викликає відчуття руху у вестибулярній системі, яке не відповідає рухові, який спостерігається.

## Діагноз
Діагноз ставиться на основі симптомів. Інші стани, які можуть проявлятися подібним чином, включають вестибулярні розлади, такі як доброякісне пароксизмальне позиційне запаморочення, вестибулярна мігрень (запаморочення, пов'язане з мігренню), та інсульт.

## Лікування
Лікування може включати поведінкові заходи або ліки.

### Поведінкові заходи
Поведінкові заходи для зменшення заколисування включають утримання голови нерухомо та лежання на спині. Фокусування на горизонті також може бути корисним. Слухання музики, уважне дихання, бути водієм і не читати під час руху — це інші техніки.
Звикання є найефективнішою технікою, але вимагає значного часу. Звикання часто використовується військовими для пілотів. Щоб зберегти ефективність, ці прийоми необхідно виконувати принаймні щотижня.
Комп'ютерний пристрій із прозорим дисплеєм, який носиться на голові, можна використовувати для пом'якшення наслідків заколисування (і просторової дезорієнтації), якщо на ньому відображаються візуальні індикатори положення голови користувача. Такий пристрій функціонує, забезпечуючи користувача цифровими опорними лініями в полі зору, які вказують положення горизонту відносно голови користувача. Це досягається шляхом поєднання показань акселерометрів і гіроскопів, встановлених у пристрої. Ця технологія реалізована як в автономних пристроях, так і в Google Glass. Одним із багатообіцяючих методів лікування є носіння РК-окулярів, які створюють астробоскопічне бачення 4 Гц із затримкою 10 мілісекунд.

### Ліки
Корисні три типи ліків: антимускаринові, такі як скополамін, антигістамінні Н1, такі як дименгідринат, і амфетамінні, такі як дексамфетамін. Однак побічні ефекти можуть обмежити використання ліків. Ряд ліків, що застосовуються при нудоті, наприклад ондансетрон, не ефективні при заколисуванні.
Скополамін — найефективніший препарат. Докази найкращі, коли ці ліки використовуються в профілактичних цілях. Він доступний у вигляді пластиру для шкіри. Побічні ефекти можуть включати розмитість зору.
Інші ефективні антигістамінні препарати першого покоління включають меклізин, прометазин, циклізин і циннаризин. Під час вагітності меклізин і дименгідринат зазвичай вважаються безпечними. Побічні ефекти включають сонливість. Антигістамінні препарати другого покоління не були визнані корисними.
Декстроамфетамін можна використовувати разом з антигістамінними або антимускариновими засобами. Проблеми включають потенціал до їх звикання.
Ті, хто займається діяльністю з високим ризиком, такими як, наприклад, підводним плаванням, повинні оцінити ризики та переваги ліків.

### Альтернативна медицина
Альтернативні методи лікування включають акупунктуру та імбир, хоча їхня ефективність проти заколисування різна. Схоже, що запахи не мають значного впливу на рівень заколисування.

## Епідеміологія
Приблизно одна третина людей дуже сприйнятлива до заколисування, а більшість решти хворіє заколисуванням в екстремальних умовах. Близько 80 % населення вразливі до випадків заколисування середнього та сильного ступеня. Рівень космічної морської хвороби, за оцінками, становить від сорока до вісімдесяти відсотків тих, хто потрапляє на невагому орбіту. Кілька факторів впливають на сприйнятливість до заколисування, включаючи депривацію сну та кубічні метри, виділені кожному космічному мандрівнику. Дослідження показують, що жінки потерпають частіше за чоловіків, і що ризик зменшується з віком. Існують певні докази того, що люди азійського походження можуть розвивати хворобу руху частіше, ніж люди європейського походження, і існують ситуаційні та поведінкові фактори, наприклад, чи має пасажир вид на дорогу попереду, а також дієта та харчова поведінка.